# 郝各庄镇
郝各庄镇，是中华人民共和国天津市宝坻区下辖的一个乡镇级行政单位。

## 行政区划
郝各庄镇下辖以下地区：
庞桥头村、东田五庄村、西田五庄村、秦各庄村、侯家庄村、前郝各庄村、东郝各庄村、西郝各庄村、岔古村、西刘各庄村、东刘各庄村、十四户村、官庄村、高台村、大五登村、后五登村、东五登村、杜台村、李台村、河北庄村和菜芽庄村。